# Duizendblad (geslacht)

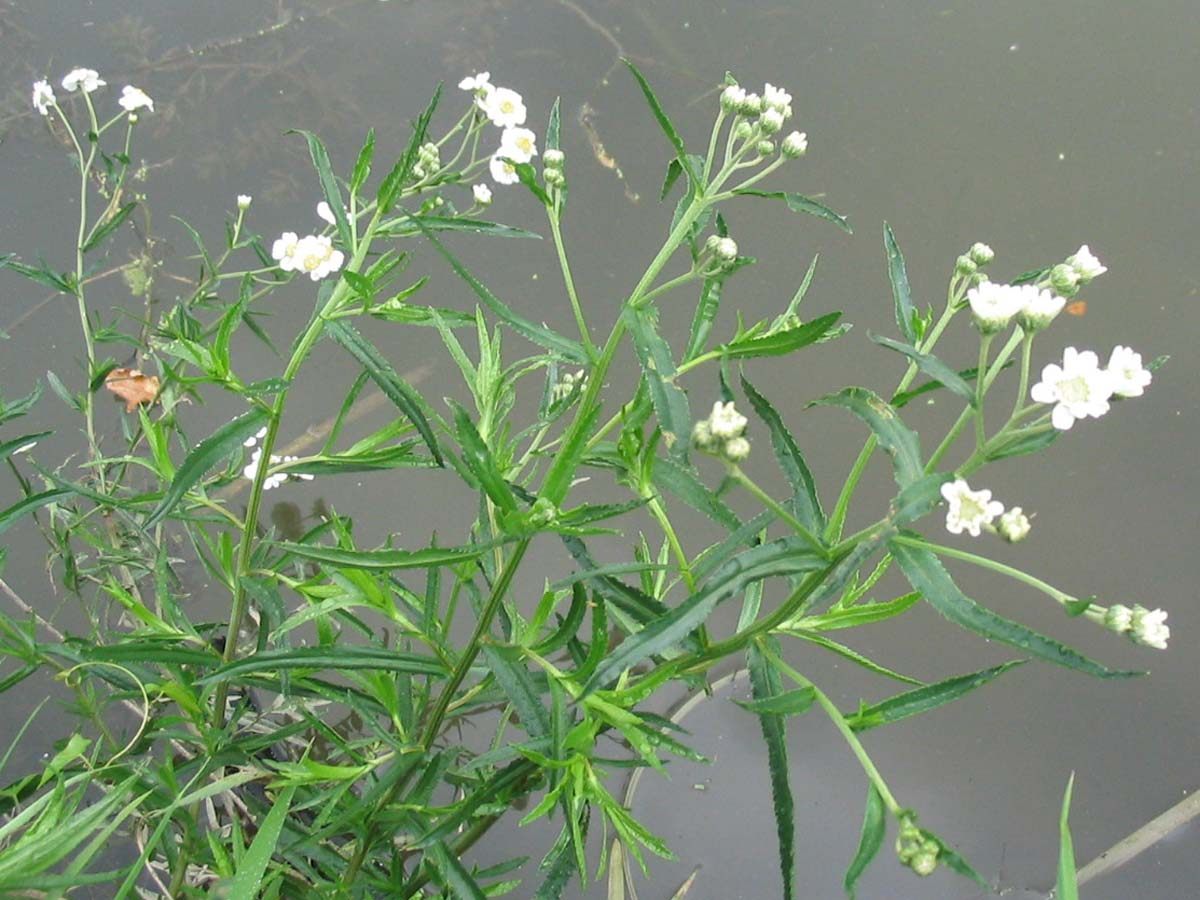
Wilde bertram (Achillea ptarmica)

Duizendblad (Achillea) is een geslacht van ongeveer 85 bloeiende planten uit de composietenfamilie (Compositae of Asteraceae).
In Angelsaksische landen worden de planten yarrow genoemd. In de Benelux komen duizendblad (Achillea millefolium) en wilde bertram (Achillea ptarmica) voor.
Het geslacht komt voor in Europa en de gematigde streken van Azië. Een klein aantal soorten komt voor in Noord-Amerika. Veel van deze planten komen zeer algemeen voor.
Doordat de stengels alleen aan de top vertakt zijn, lijkt het alsof de kleine bloemen in schermen staan. De bloeiwijze is een tuil met hoofdjes. Deze bloemen zijn wit, geel, oranje, roze of rood. De bladeren zijn aromatisch en vaak behaard; ze doen denken aan de bladeren van varens. Ze kunnen geveerd, maar ook ongedeeld zijn.
Sommige soorten worden gebruikt als sierplant. Men kan ook de bloemschermen als droogbloemen bewaren. Doordat ze hun kleur behouden, worden ze als decoratief beschouwd.
Het geslacht is naar de Griekse held Achilles genoemd. Met deze plant zou hij een wond in de Trojaanse Oorlog genezen hebben.

## Soorten
Deze lijst is gebaseerd op Plants Of the World Online
- Achillea abrotanoides (Vis.) Vis.
- Achillea absinthoides Halácsy
- Achillea acuminata (Ledeb.) Sch.Bip.
- Achillea adeniae Aytaç & Ekici
- Achillea aegyptiaca L.
- Achillea ageratifolia (Sm.) Benth. & Hook.f.
- Achillea ageratum L.
- Achillea aleppica DC.
- Achillea alexandri-regis Bornm. & Rudsky
- Achillea alpina L.
- Achillea ambrosiaca (Boiss. & Heldr.) Boiss.
- Achillea apiculata N.I.Orlova
- Achillea arabica Kotschy
- Achillea armenorum Boiss. & Hausskn.
- Achillea asiatica Serg.
- Achillea aspleniifolia Vent.
- Achillea atrata L.
- Achillea aucheri Boiss.
- Achillea baldaccii Degen
- Achillea baltae H.Duman & Aytaç
- Achillea barbeyana Heldr. & Heimerl
- Achillea barrelieri (Ten.) Sch.Bip.
- Achillea biserrata M.Bieb.
- Achillea boissieri Hausskn. ex Boiss.
- Achillea brachyphylla Boiss. & Hausskn.
- Achillea bucharica C.Winkl.
- Achillea callichroa Boiss.
- Achillea cappadocica Hausskn. & Bornm.
- Achillea carpatica Blocki ex Dubovik
- Achillea chamaemelifolia Pourr.
- Achillea chrysocoma Friv.
- Achillea clavennae L.
- Achillea clusiana Tausch
- Achillea clypeolata Sm.
- Achillea coarctata Poir.
- Achillea conferta DC.
- Achillea cretica L.
- Achillea crithmifolia Waldst. & Kit.
- Achillea cucullata Bornm.
- Achillea cuneatiloba Boiss. & Buhse
- Achillea cunoraea F.K.Mey.
- Achillea distans Waldst. & Kit. ex Willd.
- Achillea erba-rotta All.
- Achillea eriophora DC.
- Achillea euxina Klokov
- Achillea falcata L.
- Achillea filipendulina Lam. – Geel duizendblad
- Achillea formosa (Boiss.) Sch.Bip.
- Achillea fraasii Sch.Bip.
- Achillea fragrantissima (Forssk.) Sch.Bip.
- Achillea getica Grecescu
- Achillea glaberrima Klokov
- Achillea goniocephala Boiss. & Balansa
- Achillea grandifolia Friv.
- Achillea griseo-virens Albov
- Achillea gypsicola Hub.-Mor.
- Achillea hamzaoglui Arabaci & Budak
- Achillea holosericea Sm.
- Achillea impatiens L.
- Achillea inundata Kondr.
- Achillea jenisseensis Stepanov
- Achillea kamelinii Kupr.
- Achillea karatavica Kamelin
- Achillea kellalensis Boiss. & Hausskn.
- Achillea ketenoglui H.Duman
- Achillea kotschyi Boiss.
- Achillea kuprijanovii Stepanov
- Achillea latiloba Ledeb. ex Nordm.
- Achillea ledebourii Heimerl
- Achillea leptophylla M.Bieb.
- Achillea ligustica All.
- Achillea lingulata Waldst. & Kit.
- Achillea lycaonica Boiss. & Heldr.
- Achillea macrophylla L.
- Achillea magnifica Heimerl ex Hub.-Mor.
- Achillea maritima (L.) Ehrend. & Y.P.Guo
- Achillea maura Humbert
- Achillea membranacea DC.
- Achillea micrantha Willd.
- Achillea micranthoides Klokov
- Achillea millefolium L. – Duizendblad
- Achillea milliana H.Duman
- Achillea monocephala Boiss. & Balansa
- Achillea multifida (DC.) Griseb.
- Achillea nana L.
- Achillea nobilis L. – Edel duizendblad
- Achillea occulta Constantin. & Kalpoutz.
- Achillea ochroleuca Ehrh.
- Achillea odorata L.
- Achillea oligocephala DC.
- Achillea oxyloba (DC.) Sch.Bip.
- Achillea oxyodonta Boiss.
- Achillea pachycephala Rech.f.
- Achillea pannonica Scheele
- Achillea phrygia Boiss. & Balansa
- Achillea pindicola Hausskn.
- Achillea polyphylla (Gaudin) Schleich. ex Paill. & Vendrely
- Achillea pseudoaleppica Hausskn. ex Hub.-Mor.
- Achillea pseudopectinata Janka
- Achillea ptarmica L. – Wilde bertram
- Achillea ptarmicifolia (Willd.) Rupr. ex Heimerl
- Achillea ptarmicoides Maxim.
- Achillea pyrenaica Sibth. ex Godr.
- Achillea rupestris Huter, Porta & Rigo
- Achillea sahandica Turrill
- Achillea salicifolia Besser
- Achillea santolinoides Lag.
- Achillea schauloi Stepanov
- Achillea schischkinii Sosn.
- Achillea schmakovii Kupr.
- Achillea sedelmeyeriara Sosn.
- Achillea sergievskiana Shaulo & Shmakov
- Achillea setacea Waldst. & Kit.
- Achillea sieheana Stapf
- Achillea sintenisii Hub.-Mor.
- Achillea sipikorensis Hausskn. & Bornm.
- Achillea sivasica Çelik & Akpulat
- Achillea spinulifolia Boiss.
- Achillea stepposa Klokov & Krytzka
- Achillea stojanoffii Prodan
- Achillea talagonica Boiss.
- Achillea taygetea Boiss. & Heldr.
- Achillea tenuifolia Lam.
- Achillea teretifolia Willd.
- Achillea thracica Velen.
- Achillea tomentosa L.
- Achillea trevidiciana Sennen
- Achillea tuzsonii Ujhelyi
- Achillea umbellata Sm.
- Achillea vandasii Velen.
- Achillea vermicularis Trin.
- Achillea virescens (Fenzl) Heimerl
- Achillea wilhelmsii K.Koch
- Achillea wilsoniana (Heimerl) Hand.-Mazz.

... · 
A. abrotanoides · 
A. ageratum · 
Achillea filipendulina (Geel duizendblad) · 
A. millefolium (Duizendblad) · 
A. ptarmica (Wilde bertram) · 
...